# Xot d'Indonèsia
El xot d'Indonèsia (Otus lempiji) és una espècie d'ocell de la família dels estrígids (Strigidae). Habita els boscos del sud de Tailàndia, Malaia, Sumatra, Borneo i Java. El seu estat de conservació es considera de risc mínim.